# Ángel Fuentes
Ángel Fuentes Paniego (Burgos, 5 de noviembre de 1996) es un ciclista español que milita en las filas del Burgos Burpellet BH. Destacó como amateur ganando en prestigiosas pruebas como la Clásica Aiztondo, dos etapas de la Vuelta a León, o una etapa del Memorial Manuel Sanroma.

## Palmarés
- Aún no ha conseguido ninguna victoria como profesional.